# 스푸트니크 계획

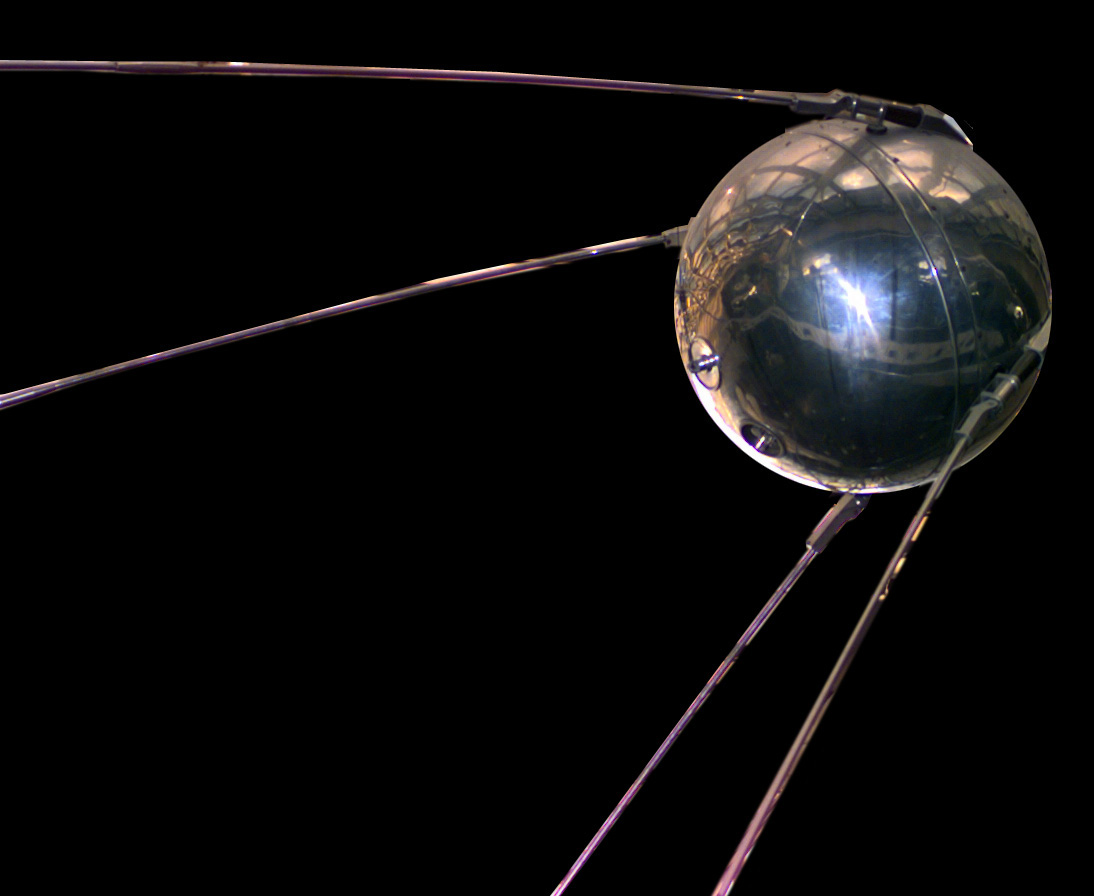
스푸트니크 1호의 모형

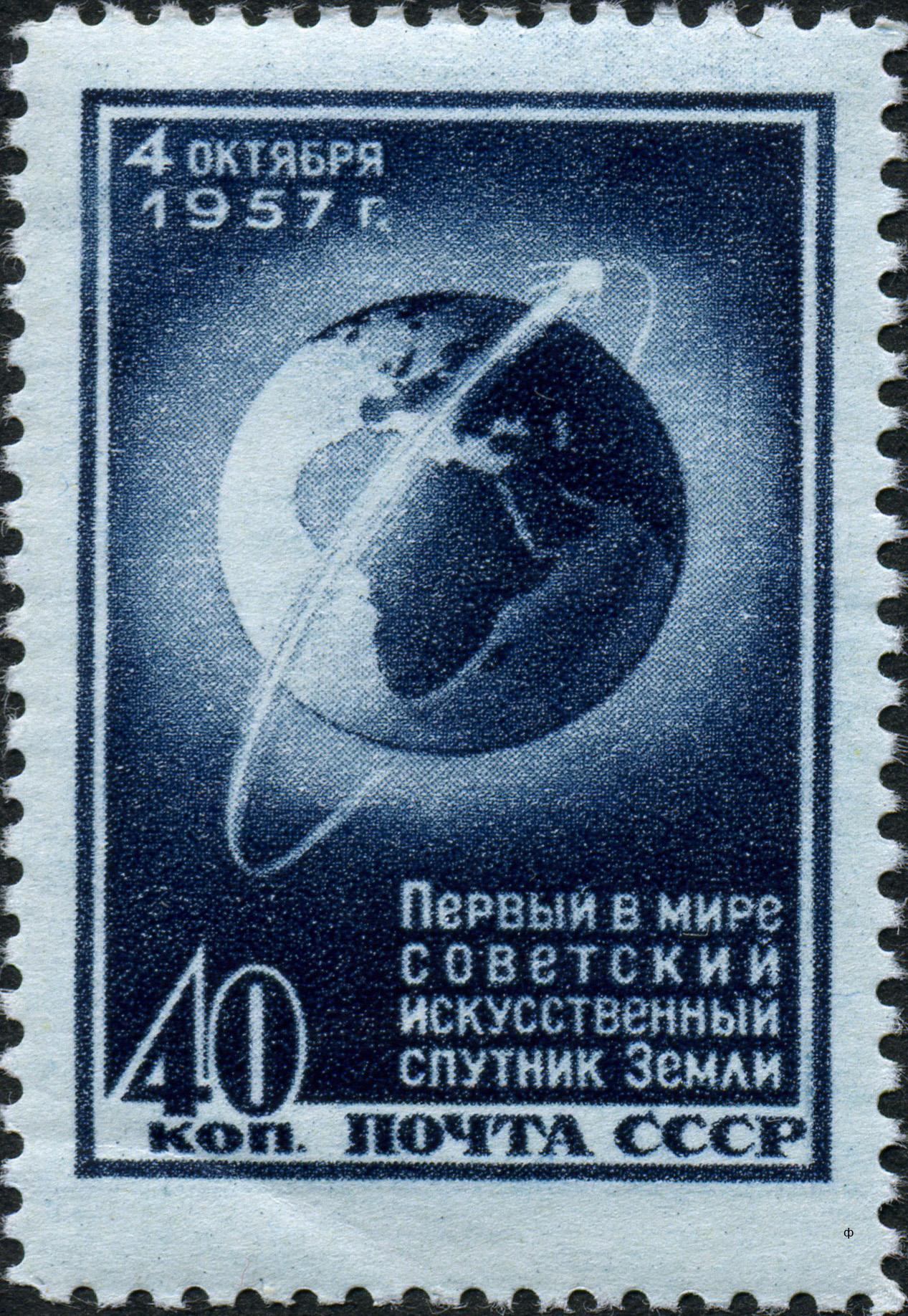
스푸트니크 1호 발사 성공을 기념한 우표

스푸트니크(러시아어: Спутник →동반자, 위성, 문화어: 스뿌뜨니크)는 소련의 우주 계획에 따라 차례로 발사된 우주선을 말한다. 스푸트니크 1호는 1957년 10월 4일에 발사됐다. 스푸트니크 2호는 1957년 11월 3일에 발사되었으며, 스푸트니크 3호는 1958년 5월 15일에 발사됐다. 스푸트니크 시리즈의 나머지 명칭("스푸트니크 4호" 등)은 공식 명칭이 아니라 당시 소련의 원래 이름을 알 수 없었던 물체에 서방에서 적용한 이름이다.
스푸트니크는 모두 R-7 로켓에 의해 궤도에 발사되었다. 이것은 원래 탄도 미사일 발사용으로 개발된 것이다. 스푸트니크의 성공적인 발사는 소련 국민에게 용기를 불어넣은 반면, 냉전의 상대였던 미국 국민에게 충격을 주고 우주 경쟁의 포문을 여는 계기가 되었다.

## 스푸트니크 시리즈

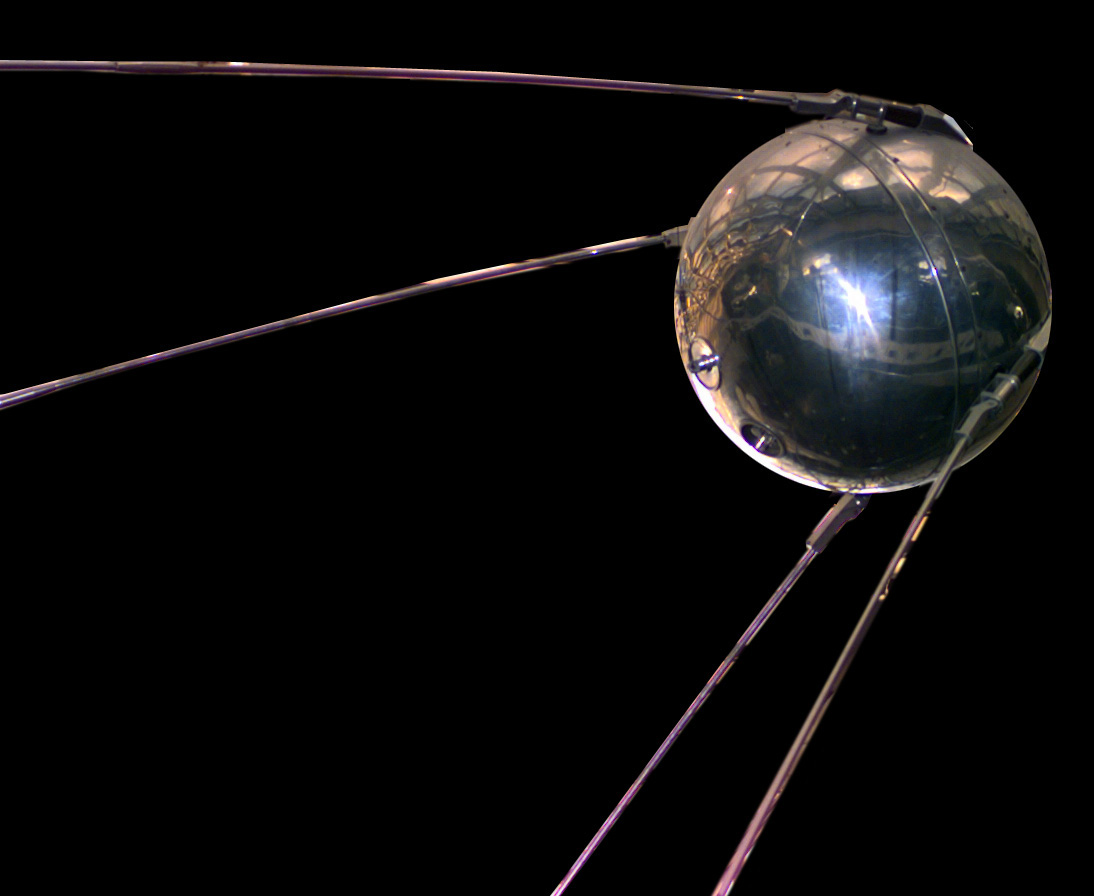
스푸트니크 1호의 모형

### 스푸트니크 1호
스푸트니크는 세계 최초의 인공위성으로 1957년 10월 4일 발사되었다. 스푸트니크는 러시아어로 ‘어린 동반자’라는 뜻이다. 스푸트니크 1호의 근지점은 약 228 km, 원지점은 947 km, 무게는 83.6kg이었다. 4개의 안테나를 단 이 공 모양의 인공위성은 그 안에 2대의 송신기를 장비하고 대략 시속 3만km의 속도로 지구궤도를 96분마다 한 바퀴씩 23일 동안 돌면서 지구를 향해 비프 시그널을 보냈다. 소련은 스푸트니크에 지구에서 인구가 가장 조밀한 지역 위로 낮게 발사될 수 있도록 궤도와 궤적을 주어, 성능 좋은 망원경만 있으면 지구에서도 때로 그 모습을 볼 수 있었다. 스푸트니크1호는 그 이듬해 1월 4일 대기권에 돌입해 불에 타 사라졌다.
스푸트니크 1호는 1957년 10월 4일 19시 28분 34초 바이코누르 우주 기지에서 발사되었다. 이것은 러시아 우주계획의 선구자인 콘스탄틴 치올콥스키의 탄생 100주년과 국제 지구 관측년(1957년 7월 1일∼1958년 12월 31일까지의 18개월간의 기간)의 기간에 맞추어 발사되었다.
발사에 사용된 로켓은 《R-7 로켓》이다. 위성의 궤도는 원지점 약 950 km, 근지점 약 230 km, 궤도 경사각 65°의 타원 궤도이며, 궤도 주기는 96.2분이었다.
위성의 외형은, 직경 58cm의 알루미늄제 구이며 거기에 4개의 안테나가 한 방향으로 붙어 있는 것이었다. 중량은 83.6kg이다. 20.05MHz와 40.02 MHz 짜리 2개의 송신기(출력 1W)를 탑재하고 있어, 위성의 온도 정보를 0.3초마다 발신했다. 이 전파는 세계 각국에서 수신되었다. 전파의 발신으로 전리층을 관측하기도 했다.
스푸트니크 1호는 발사 57일 후 대기권에 재돌입하여 사라졌다.

### 스푸트니크 2호
스푸트니크 1호를 발사한 1개월 후인 1957년 11월 3일에 스푸트니크 2호가 발사되었다. 스푸트니크 2호는 생물을 우주로 데리고 나가는 것을 목표로 하였고 밀폐된 탑승실이 제공되었다. 따라서 본체의 무게는 1호와 비교하여 약 6배, 미국의 《익스플로러 1호》에 비해 36배나 무거운 508kg이나 되었다. 라이카라는 이름의 암컷 강아지가 탑승되어, 우주공간에서의 생명반응에 대한 정보를 보내올 수 있었다. 라이카는 인류에 앞서 우주를 여행한 최초의 생물이 되었다. 그러나 당시의 기술로는 지구 귀환이 불가능했기 때문에 이 우주견은 우주여행의 첫 희생자가 되었다. 라이카는 안락사되었다고 공표되었으나, 1999년에 공개된 자료에 의하면 기체 과열로 인하여 죽은 것으로 밝혀졌다. 스푸트니크 2호는 1958년 8월 14일 대기권으로 재진입하면서 공기와 접촉하여 불타버렸다.

### 스푸트니크 3호
스푸트니크 3호는 1958년 2월 3일 발사를 시도하였으나 실패를 하였고, 3개월 후인 5월 15일 발사를 하여 성공하였다. 이 3호 위성체의 무게는 약 1327kg였다. 지구 물리학 연구를 위한 계측기를 탑재하였으나, 녹음기 고장으로 밴 앨런대 측정은 실패로 끝났다.

## 서방 측에서 "스푸트니크"라고 명명항 우주선
- 스푸트니크 4호 – 코라블-스푸트니크 1호. 1960년 5월 15일 발사하였다.
- 스푸트니크 5호 – 코라블-스푸트니크 2호. 1960년 8월 19일 발사되었다. 이 기체에는 개 2마리와 생쥐 40마리, 들쥐 2마리, 기타 여러 식물을 실려 보냈다. 우주선은 다음날 귀환하였고 동물들은 모두 무사히 귀환했다.
- 스푸트니크 6호 – 코라블-스푸트니크 3호. 1960년 12월 2일 발사되었다. 이 발사체에도 개 두마리가 실려 있었으나 죽고 말았다.
- 스푸트니크 7호 – 탸졸리 스푸트니크. 베네라 계획의 일부로서 1961년 2월 4일 발사되었고, 금성 궤도로 추진하는데 실패하였다.
- 스푸트니크 8호 – 베네라 1호. 1961년 2월 12일 발사되었다.
- 스푸트니크 9호 – 코라블-스푸트니크 4호. 1961년 3월 9일 발사되었다. 이 때도 개 한 마리와 쥐 그리고 기니아 피그가 동반되었다. 한 궤도를 도는 동안 여행이 지속되어 성공적인 귀환이 이루어졌다.
- 스푸트니크 10호 – 코라블-스푸트니크 5호. 1961년 3월 25일 발사되었다. 이것에는 개 한마리와 TV 시스템과 여러 과학 장비들이 실려있었다. 한 궤도를 돈 이후에 무사히 귀환하였다. 이것이 선구 비행의 마지막이었으며, 이후로 유인우주선이 발사되게 된다. 1961년 4월 12일 《보스토크 1호》를 타고 유리 가가린이 최초로 탑승하게 된다.
- 스푸트니크 11호 – 코스모스 1호
- 스푸트니크 12호 – 코스모스 2호
- 스푸트니크 13호 – 코스모스 3호
- 스푸트니크 14호 – 코스모스 4호
- 스푸트니크 15호 – 코스모스 5호
- 스푸트니크 16호 – 코스모스 6호
- 스푸트니크 17호 – 코스모스 7호
- 스푸트니크 18호 – 코스모스 8호
- 스푸트니크 19호 – 베네라 2MV-1 No.1
- 스푸트니크 20호 – 베네라 2MV-1 No.2
- 스푸트니크 21호 – 베네라 2MV-2 No.1
- 스푸트니크 22호 – 마르스 2MV-4 No.1
- 스푸트니크 23호 – 마르스 1호
- 스푸트니크 24호 – 마르스 2MV-3 No.1
- 스푸트니크 25호 – 루나 E-6 No.2

## 스푸트니크 충격
소련 위성의 발사 성공은 당시 장거리 미사일과 같은 무기체계와 과학기술 전반에 걸쳐서 당연히 자신들이 앞서 있다고 평가하고 있던 미국에게 큰 충격을 가져다 주었다. 그리하여 이것을 미국에서는 "스푸트니크 쇼크"라고 불렀고, 미국은 그 영향으로 교육, 군사, 과학 기술 부문 개혁의 필요성을 인식하게 되었다. 그 결과로 1958년 미국항공우주국(NASA)이 설립되었고, 자존심 만회를 위해 1958년 1월 31일 주노 1호 로켓을 이용하여 무게 14 kg(소련의 1/6 수준)의 《익스플로러 1호》를 발사하였다.
인공위성 발사에서 소련에게 추월당한 미국에서는 스푸트니크 충격이 일어났다. 미국이 과학기술분야에서 최첨단을 달리고 있다는 의식이 소련의 인공위성 발사로 뒤집어졌기 때문이다.
그 영향으로 교육, 군사, 과학기술 부문에 대한 개혁의 필요성이 인식되었고, 미국 항공우주국(NASA)이 설립되어 아폴로 계획으로 이어졌다. 또한 미국 육군은 스푸트니크에 대항하여 1958년 1월 31일에 익스플로러 1호를 발사했다. 또한 1961년 《아폴로 계획》을 시작하여 체계적인 우주계발에 나섰으며, 1969년 인터넷의 모태가 된 《아르파넷》 구축으로 이어졌다.

### 교육적 측면
서구와 동구로 이분화된 냉전의 시대에 스푸트니크 1호의 발사로 미국은 큰 충격에 휩싸였다. 1950년대 쾨르너, 베스토 등의 미국의 교육학자들은 미국의 경험중심의 교육과정을 비판하며 소련의 우주 과학 기술에 비해 미국의 기술이 뒤쳐지게 된 이유를 교육에서 찾고자 하였다.
경험중심의 교육과정은 학교가 학생의 일상생활과는 별로 관계가 없는 지식의 체계를 교육하는 데 대한 반발로 나온 것이다. 20세기 초의 진보주의 교육운동과 함께 출발한 이러한 주장은 어린이들을 존중해야 한다는 뜻에서 교육과정에 매우 중요한 시사점을 주고 있다. 교육과정은 어린이의 욕구와 필요에서 출발해야 하고, 생활경험 그 자체가 되어야 한다고 주장한다. 이러한 교육과정은 학생들의 학습동기를 높이고, 학습에 적극적으로 참여하게 하는 장점이 있다. 또 학습생활을 실제 생활과 밀접하게 연결되게 하며, 학생들에게 다양한 경험을 갖게 하여 전인교육의 한 방법이 될 수 있는 바람직한 점이 있다. 그러나 이러한 교육과정은 문화유산을 학습하고, 각종 경쟁시험에서 승리해야 하는 측면을 소홀히 하게 되는 문제점이 있다.
소련은 1945년에 그들의 우주프로그램을 출발시켰으나, 미국은 1954년까지 우주계획을 진행하지 않았다. 이때 미국의 석학들은 문제를 정치 및 군사계획자들이 잘못 판단하여 그랬다고 말했지만, 매카시 상원의원은 이 사건을 교육에 책임을 지웠다. 따라서 미국의 교육과정이 경험중심의 교육과정에서 학문중심의 교육과정으로 바뀌게 됐다. 결국 학문중심의 교육과정은 스푸트니크 사건을 계기로 힘을 얻게 되었다.
학문중심 교육과정의 발달에 결정적인 영향을 미친 것은 1960년 브루너에 의하여 출판된 『교육의 과정』이라는 세미나 보고서이다. 1957년 소련의 스푸트니크 발사 후 미국교육의 개념과 법칙을 중심으로 구성되어야 한다는 것을 주장했다. 이들 내용을 크게 보면 교육과정의 내용을 사실, 개념, 법칙 등 지식의 구조를 따라서 조직해야 한다는 교육과정의 구조화, 교수방법에서 학습자가 학습하는 가운데에서 스스로 원리를 발견하고 응용하도록 해야 한다고 주장한 발견학습 또는 탐구학습의 주장이다. 즉 교육내용의 조직과 관련해서는 교육과정의 구조화를 주장했고, 학습방법에서는 발견학습이나 탐구 학습을 주장했다. 사회과는 과학과와 함께 이러한 영향을 가장 많이 받았는데 교육과정의 구조화는 1970년대에 전 세계적으로 영향을 주었다.

### 교육 외의 측면

#### 항공 우주 과학적 측면
소련은 스푸트니크 1호를 발사, 그리고 놀라울 정도로 짧은 기간 내에 연거푸 계속된 제 2호, 제3호의 발사하였다. 그 시기에 미국의 항공 우주 기술은 겨우 출발점에 서 있는 상태에 불과했다. 미국의 첫 인공위성은 1958년 1월 31일에 쏜 익스플로러 1호였다. 1958년 7월, 아이젠하워는 미국 항공 자문위원회인 NACA를 미국 항공 우주국 NASA로 개편하는 법안에 서명했다. NASA는 우주개발에 전력을 집중하고 군 시설을 이용하는 권한과 예산의 뒷받침을 얻었다. 그리고 10월에 NASA는 인간을 우주에 보내겠다는 계획을 세운다. 이것이 ‘머큐리 계획’이다. 아이젠하워 대통령은 이 계획이 너무 위험하다고 보고, 한두 번 유인비행을 한 후 포기하려고 생각했다. 그러나 유인비행이 시작될 무렵, 젊고 패기 있는 존 케네디가 대통령에 당선되면서 머큐리 계획은 제미니 계획과 아폴로 계획으로 이어졌다. 결국 1961년 5월 5일 미국은 유인 우주선 머큐리1호를 쏘아 올렸다. 하지만 소련은 벌써 4월 12일에 유인 우주선 보스토크 1호를 쏘아 올렸다. 1975년 아폴로18호와 소유스 19호의 도킹이 있기 전까지 미국과 소련은 천문학적인 금액을 우주 경쟁에 쏟아 부었다.

#### 군사적 측면
또 다른 변화로 스푸트니크 사건 후 미국 내에서 대소 방위 능력에 대한 불안감이 커지기 시작했다. 스푸트니크의 존재는 소련이 미국 본토까지 닿을 수 있는 강력한 미사일을 소유하고 있을지도 모른다는 증거이기도 했다. 이에 아이젠하워는 미국의 안보 필요성을 연구하기 위해 포드 재단의 게이서(H. Rowan Gaither)가 이끄는 특별 위원회를 구성하였다. 여기서 나온 ‘게이서 보고서’는 미국이 방위비 지출을 크게 증가시키지 않으면 머지않아 냉전에 패배하게 된다는 점과 방위비 지출은 고용을 촉진시키고 경기 후퇴를 피하는데 도움을 줄 것이라는 점을 강조 하였다. 이 위원회의 보고 내용이 언론에 새어나가자 여론은 대대적 군사력을 증강해야 한다고 소리쳤다. 하지만 아이젠하워는 U-2기 정찰을 통해 소련이 전쟁을 감행하거나 미사일을 증강할 생각이 없다는 사실을 알고 있었고, 소련의 위협이 허세라는 것을 알았기 때문에 군사예산 증대 요구를 적극적으로 받아들이지 않았다.

## 플라즈마 스텔스
스푸트니크 호의 발사는 플라즈마 스텔스 기술의 발견에 지대한 영향을 끼쳤다.

## 같이 보기
- 소유스 계획
- 머큐리 계획
- 제미니 계획
- 아폴로 계획